# Elementaire klasse
In de modeltheorie, een deelgebied van de wiskundige logica, is een elementaire klasse een klasse die bestaat uit alle structuren die voldoen aan een vaste eerste-ordetheorie.

## Definitie
Een  klasse K van structuren van een signatuur σ wordt een elementaire klasse genoemd als er een eerste-orde theorie T van signatuur σ bestaat, zodanig dat K bestaat uit alle modellen van T, d.w.z. uit alle σ-structuren die voldoen aan T. Als T kan worden gekozen als een theorie die bestaat uit een enkele eerste-orde zin, dan wordt K een elementaire basisklasse genoemd.
Meer in het algemeen is K een pseudo-elementaire klasse als er een eerste-orde theorie T is van een signatuur die σ uitbreidt, zodanig dat K bestaat uit alle σ-structuren die reducties tot σ zijn van modellen van T. Met andere woorden, een klasse K van σ-structuren is pseudo-elementair als en slechts als er een elementaire klasse K'  bestaat zodanig dat K precies bestaat uit de reducties naar σ van de structuren in K'.
Elementaire klassen worden ook wel axiomatiseerbaar in eerste-orde logica genoemd, en elementaire basisklassen worden eindig axiomatiseerbaar in eerste-orde logica genoemd. Deze definities breiden zich uit naar andere logica's, maar omdat het eerste-orde geval verreweg het belangrijkste is, verwijst axiomatiseerbaar impliciet naar dit geval als er geen andere logica gespecificeerd is.